# Montagu
Cet article possède des paronymes, voir Montagut (homonymie), Montaigu, Montaigut et Montégut.
Pour les articles homonymes, voir Montagu (homonymie).
 (août 2011).
Montagu est le nom de plusieurs familles d'origine française et d'origine britannique.

## Branche cadette de la première maison de Bourgogne
ARMOIRIES: "bandé d'or et d'azur de six pièces à la bordure de gueules, au franc quartier d'argent brochant"
- Alexandre de Bourgogne, seigneur de Montagu (1170+1205), second fils de Hugues III de Bourgogne, duc de Bourgogne et de sa première femme Alix de Lorraine ; épouse Béatrix de Rion dont il eut :
  - Eudes I, seigneur de Montagu, qui suit
  - Alexandre de Montagu (+1261), évêque de Chalon
  - Alix de Montagu, abbesse de Pralon
  - Girard de Montagu, seigneur de Gergy et de Sassenay
  - plusieurs autres filles, + jeunes et sans alliance
- Eudes I, seigneur de Montagu (+ entre 1243 et 1247) ; épouse Elisabeth de Courtenay, fille puînée de Pierre II de Courtenay, empereur de Constantinople, et de sa seconde femme Yolande de Hainaut, dont il eut :
  - Alexandre de Montagu, damoiseau, seigneur de Bussi ; épouse Marguerite de Mont-Saint-Jean, fille de Guillaume II, seigneur de Mont-Saint-Jean et de Marie des Barres ; sans postérité
  - Guillaume, seigneur de Montagu, qui suit
  - Philippe de Montagu ; épouse :
    1. Flore d'Antigny, fille de Philippe, seigneur d'Antigny et de Champlitte, et d'Elisabeth, dame de Meursault, dont il eut :
      - Jeanne de Montagu, dame d'Antigny, de Chagny et de Meursault ; épouse Thierry de Montbéliard-Courchaton (petit-fils de Richard III de Montfaucon, comte de Montbéliard), seigneur de Montfort et de Champlitte

    2. N..., dont il eut:
      - Isabelle de Montagu
      - Marguerite de Montagu (+ 1328), dame de Gergy ; épouse Eudes de Frolois (+ 1309), fils de Miles, sire de Frôlois et de Milly (cf. Milly lès Chablis ; Miles/Milon de Frôlois tenait cette seigneurie de sa mère Agnès de Milly), et d'Alix de Châteauneuf, dont postérité
      - Alixant de Montagu
      - Gaucher de Montagu, damoiseau, seigneur de Jambles
      - Eudes de Montagu, damoiseau, seigneur de Cortiambles
      - Marguerite de Montagu, dame de Villeneuve (La Villeneuve ?) ; épouse Pierre de Palleau (+ 1274), chevalier, seigneur d'Allerey
      - plusieurs autres filles non mariées
- Guillaume, seigneur de Montagu ; épouse:
  1. Jacquette de Sombernon (+ 1259), dame de Mâlain, fille d'Hervé, seigneur de Sombernon et de Mâlain, et d'Ermengarde, dite Blanche d'Étais, dont il eut :
    - Alexandre de Montagu, seigneur de Sombernon - auteur de la branche de Sombernon

  2. Marie des Barres, dont il eut :
    - Oudard, seigneur de Montagu, qui suit
    - Alix de Montagu, dame de Saint-Maurice-en-Thizouailles par son mariage ; épouse Guillaume de Joigny, damoiseau, seigneur de Saint-Maurice-en-Thizouailles (fils de Guillaume III de Joigny et d'Isabelle/Elisabeth de Mello-St-Bris)
    - Agnès de Montagu
- Oudard, seigneur de Montagu ; épouse Jeanne de Sainte-Croix, fille de Guillaume d'Antigny de Ste-Croix et de Jeanne de Chambly (ou petite-fille dudit Guillaume, et fille de son fils Henri II de Sainte-Croix), dont il eut :
  - Henri, seigneur de Montagu, qui suit
  - Oudard de Montagu, chanoine de Reims
  - Isabelle de Montagu, dame de Leisot ; épouse Robert Damas II, chevalier, fils de Jean Damas, seigneur de Marcilly et de Sassenay et de N..., dont postérité
  - Jeanne de Montagu, dame de Villiers-sur-Saône et de Savigny (Savigny ?) ; échange la moitié de la seigneurie de Montagu au duc Eudes IV de Bourgogne, après la mort de son frère Henri, seigneur de Montagu, contre la terre de Beaumont (-la-Colonne ou -sur-Grosne ?) ; épouse Renaud des Ursins, seigneur de Beaumont par sa femme
  - Marguerite de Montagu ; épouse Jourdain des Ursins, frère de Renaud des Ursins
  - Jeanne de Montagu, religieuse aux Cordelières de Chalon
- Henri, seigneur de Montagu (+ 1349) ; épouse Jeanne de Vienne (possible fille d'Huguette d'Antigny-Ste-Croix et de Philippe II (ou III) de Vienne-sire de Montmorot, lui-même fils d'Hugues V et petit-fils de Philippe Ier (ou II) de Vienne-sire de Seurre et St-Georges), dont il eut :
  - Huguette de Montagu (+ jeune en 1347), sans alliance

Voir aussi Maison capétienne de Bourgogne.

## Autres personnages

### France
- Jean de Montagu (1349-1409), Marmouset (conseiller du roi) de Charles VI

### Grande-Bretagne
Edward Montagu 
- comtes de Salisbury
  - William (1301 - 1344), 1er comte de Salisbury
  - William (1328 - 1397), 2e comte de Salisbury
  - John (1350 - 1400), 3e comte de Salisbury
  - Thomas (1388 - 1428), 4e comte de Salisbury
    - Le titre est dormant.
- comtes de Sandwich

| Prénom                | Titre                 | Dates       |
| --------------------- | --------------------- | ----------- |
| Edouard               | 1er comte de Sandwich | 1625 - 1672 |
| Edward                | 2e comte de Sandwich  | 1647 - 1688 |
| Edward                | 3e comte de Sandwich  | 1670 - 1729 |
| John                  | 4e comte de Sandwich  | 1718 - 1792 |
| John                  | 5e comte de Sandwich  | 1743 - 1814 |
| George John           | 6e comte de Sandwich  | 1773 - 1818 |
| John William          | 7e comte de Sandwich  | 1811 - 1884 |
| Edward George Henry   | 8e comte de Sandwich  | 1839 - 1916 |
| George Charles        | 9e comte de Sandwich  | 1874 - 1962 |
| Victor Edward Paulet  | 10e comte de Sandwich | 1906 - 1995 |
| John Edward Hollister | 11e comte de Sandwich | 1943 -      |

- comtes d'Halifax

| Prénom  | Titre               | Dates       |
| ------- | ------------------- | ----------- |
| Charles | 1er comte d'Halifax | 1661 - 1715 |
| George  | 2e comte d'Halifax  | 1685 - 1739 |
| George  | 3e comte d'Halifax  | 1716 - 1771 |

- comtes puis ducs de Manchester

| Prénom                           | Titre                             | Dates       |
| -------------------------------- | --------------------------------- | ----------- |
| Henry                            | 1er comte de Manchester           | 1563 - 1642 |
| Edward                           | 2e comte de Manchester            | 1602 - 1671 |
| Robert                           | 3e comte de Manchester            | 1634 - 1683 |
| Charles                          | 4e comte et 1er duc de Manchester | 1656 - 1722 |
| William                          | 2e duc de Manchester              | 1700 - 1739 |
| Robert                           | 3e duc de Manchester              | 1710 - 1762 |
| George                           | 4e duc de Manchester              | 1737 - 1788 |
| William                          | 5e duc de Manchester              | 1771 - 1843 |
| George                           | 6e duc de Manchester              | 1799 - 1855 |
| William Drogo                    | 7e duc de Manchester              | 1823 - 1890 |
| George Victor Drogo              | 8e duc de Manchester              | 1853 - 1892 |
| William Angus Drogo              | 9e duc de Manchester              | 1877 - 1947 |
| Alexander George                 | 10e duc de Manchester             | 1902 - 1977 |
| Sidney Arthur Robin George Drogo | 11e duc de Manchester             | 1929 - 1985 |
| Angus                            | 12e duc de Manchester             | 1938 - 2002 |
| Alexander                        | 13e duc de Manchester             | 1962 - ...  |

- Lady Mary Wortley Montagu (1689 - 1762), écrivaine britannique.
- Frederick Montagu (1733-1800), député britannique.
- George Montagu (1751-1815), zoologiste britannique.
- Lady Catherine Montagu (1808 - 1834), épouse du comte (puis duc) Alexandre Colonna Walewski.
- Ivor Montagu (1904-1984), réalisateur, producteur, scénariste, britannique, président fondateur de l'ITTF

## Toponymie
- Col Montagu, col de montagne en Afrique du Sud.